# Eros Pérez
Eros Roque Pérez Salas (Santiago, 3 de junho de 1976) é um ex-futebolista chileno e atualmente jornalista.

## Carreira
Participou da Copa América de 2001 pela sua seleção. Defendeu o Unión San Felipe, do Chile, e no Brasil jogou pelo Internacional.